# Provincia Capitán Prat
La provincia Capitán Prat è una provincia della Regione di Aysén nel Cile centrale. Il capoluogo è la città di Cochrane.
Al censimento del 2002 possedeva una popolazione di 3.837 abitanti.

## Geografia antropica

### Suddivisioni amministrative
La provincia è divisa in 3 comuni:
- Cochrane
- O'Higgins
- Tortel